# Campionat d'Europa de Futbol sub-17 de la UEFA 2003
La fase final del campionat d'Europa sub-17 2003  es disputa a Portugal entre el 7 de maig i el 17 de maig. Els jugadors nascuts a partir de l'1 de gener de 1986 poden participar en aquesta competició.

## Seleccions
- Portugal (amfitrió)
- Àustria
- Dinamarca
- Hongria
- Espanya
- Anglaterra
- Itàlia
- Israel

## Fase Final

### Fase de grups

#### Grup A
| Equips    | PJ | G | E | P | GF | GC | DG | Pts |
| --------- | -- | - | - | - | -- | -- | -- | --- |
| Portugal  | 3  | 3 | 0 | 0 | 6  | 2  | 4  | 9   |
| Àustria   | 3  | 2 | 0 | 1 | 3  | 1  | 2  | 6   |
| Dinamarca | 3  | 1 | 0 | 2 | 4  | 5  | -1 | 3   |
| Hongria   | 3  | 0 | 0 | 3 | 0  | 5  | -5 | 0   |

| 7 de maig  | Portugal  | 3 - 2 | Dinamarca |
|            | Àustria   | 1 - 0 | Hongria   |
| 9 de maig  | Portugal  | 1 - 0 | Àustria   |
|            | Dinamarca | 2 - 0 | Hongria   |
| 11 de maig | Dinamarca | 0 - 2 | Àustria   |
|            | Hongria   | 0 - 2 | Portugal  |

#### Grup B
| Equips     | PJ | G | E | P | GF | GC | DG | Pts |
| ---------- | -- | - | - | - | -- | -- | -- | --- |
| Espanya    | 3  | 2 | 1 | 0 | 7  | 2  | 5  | 7   |
| Anglaterra | 3  | 1 | 2 | 0 | 4  | 3  | 1  | 5   |
| Itàlia     | 3  | 1 | 1 | 1 | 4  | 2  | 2  | 4   |
| Israel     | 3  | 0 | 0 | 3 | 1  | 9  | -8 | 0   |

| 7 de maig  | Israel     | 1 - 2 | Anglaterra |
|            | Espanya    | 2 - 0 | Itàlia     |
| 9 de maig  | Israel     | 0 - 3 | Espanya    |
|            | Anglaterra | 0 - 0 | Itàlia     |
| 11 de maig | Anglaterra | 2 - 2 | Espanya    |
|            | Itàlia     | 4 - 0 | Israel     |

### Semi-finals
| 14 de maig | Portugal | 2 - 2 (3 - 2) penals | Anglaterra |
|            | Espanya  | 5 - 2                | Àustria    |

### Partit pel 3r lloc
| 17 de maig | Àustria | 1 - 0 | Anglaterra |

### Final
| 17 de maig | Portugal | 2 - 1 | Espanya |